# Monnina dugandiana
Monnina dugandiana är en jungfrulinsväxtart som beskrevs av R. Ferreyra. Monnina dugandiana ingår i släktet Monnina och familjen jungfrulinsväxter. Inga underarter finns listade i Catalogue of Life.